# Romersk kultur
 Der er for få eller ingen kildehenvisninger i denne artikel, hvilket er et problem. Du kan hjælpe ved at angive troværdige kilder til de påstande, som fremføres i artiklen.

Romersk kultur udviklede sig over hele Romerrigets (Imperium Romanum) næsten 1.200-årige historie. I denne forbindelsen referer kultur til dagligliv, sæder og skikke, samfundsforhold, traditioner o.lign. i både den romerske republik og det senere kejserrige, som på sit højeste omfattede hele området fra Wales og Marokko i vest til Eufrat i øst. 
I realiteten bestod Romerriget af omkring 2000 forskellige bystater med betydelige grader af selvstyre, og der har derfor været meget store forskelle på den måde, folk levede og tænkte og opfattede hinanden på. Byen Rom var imidlertid det ubestridte centrum, og befolkningen i de øvrige byer hentede i høj inspiration dér, ligesom idéer fra hele riget ofte fandt vej til Rom.
Hovedparten af det skriftlige kildemateriale er skrevet af samfundets top til andre ligestillede. Mens kilderne til den almindelige befolkning og de mange slavers liv er langt mere sparsomme. Det meste kommer fra arkæologiske fund. Det betyder, at man ofte er nødt til udlede meget på grundlag af overklassens dokumenter og beretninger som f.eks. private breve, taler m.m.

## Byliv
Livet i Romerriget var som udgangspunkt centreret omkring Rom. Den indeholdt store monumentale bygninger, sm fx det flaviske amfiteater (nu kaldet Colosseum), Forum Romanum og Pantheon. Dertil kom mange teatre og uddannelsesinstitutioner, kroer, bade og bordeller. I selve byen varierede størrelsen på bygningerne meget, fra de mindste lejlighedskomplekser (insulae) til aristokratiets enorme villaer. De allerstørste villaer lå i republikansk tid på Palatin (en af Roms syv høje), senere blev den forbeholdt kejseren. Ordet ”palads” stammer fra den høj. Størsteparten af befolkningen levede i under trange kår i byens centrum i lejlighedskomplekserne.
Rom var langt den største byen i antikken med en befolkning, som sandsynligvis oversteg en million mennesker. Men rundt om i hele riget var der andre byer, der fungerede som centrum for lokalområdet. Hele riget var inddelt i provinser, og hver af dem havde sin egen hovedstad, hvor lokaladministrationen var samlet. Omkring 20% af Romerrigets totale befolkning levede i en af de mange byer, der havde et indbyggertal på mere end 10.000 mennesker, eller en af militærforlægningerne. Det er en meget høj urbaniseringsratio efter førindustriel standard. Den mest urbaniserede del af riget var Italia, hvor urbaniseringsratioen lå på omkring 32%, den samme ratio som England havde i 19. århundrede. De romerske byer havde en høj bebyggelsesprocent, og der har været meget lidt plads. Smalle gyder forbandt de forskellige kvarterer, mens de brede processionsgader var forbeholdt centrum.
De fleste af de romerske byers grundplan var baseret på Roms; de havde i reglen et centralt torv, forum, templer, teatre og andre offentlige monumenter, som regel i mindre skala end de tilsvarende bygninger i Rom. Den store bybefolkning behøvede massive forsyninger af mad for at kunne overleve, det var en uhyre kompleks logistisk opgave, og et vidtforgrenet netværk af handelsveje forbandt alle egne af riget. Basisfødevarerne var grøntsager og frugt, der fx blev produceret på italienske gårde, fisk og kød blev anset som luksusvarer. Vand blev ført ind til de største af byerne ved hjælp af akvædukter, mens vin og madolie i stor grad blev importeret fra Hispania, Africa og Gallien. Aegyptus og Africa var vigtige kornproducenter.

## Klientsamfundet
I det romerske samfund spillede clientelasystemet en afgørende rolle; det byggede på en ”do ut des – tankegang”, det betyder: ”Jeg giver, for at du skal give”. I reglen fungerede det ved, at en mand fra et højere socialt lag ydede en tjeneste til en mand fra et lavere socialt lag. Han blev derved patron for sin klient, der herefter var forpligtet til at yde gentjenester. Dette gensidige afhængighedsforhold var ikke noget unikt for Romerriget, men har været en del af de fleste før-moderne samfund i hele verden og trives stadig mange steder. I Romerriget var det blot i usædvanlig grad sat i system, fx sprogligt. De velgerninger patronen gav, hed beneficia, mens han modtog officia (pligter) fra sin klient, som derved viste sin gratia (taknemmelighed). Hermed menes ikke en sentimental, men en funktionel taknemmelighed, fordi der er tale om et operationelt system. Da Julius Cæsar eksempelvis lånte 800.000 sestertier til Cicero, måtte denne skrive et epos i form af et hyldestdigt til Cæsar som udtryk for sin gratia; digtet fremstillede nærmest Cæsar som guddommelig, til trods for at Cicero egentlig brød sig såre lidt om Cæsar.
Antallet af klienter, en patron skaffede sig, øgede patronens position og anseelse og dermed hans dignitas (værdighed). Klienterne skulle støtte deres patroner politisk. Uddeling af beneficia i form af penge, ejendom eller embeder var nødvendige for en politisk karriere. Meget betydende og kendte politiske ledere gennem republikkens sidste 150 år som Tiberius Gracchus, Gaius Gracchus, Gaius Marius, Cornelius Sulla, Pompeius Magnus, Marcus Crassus, Marcus Cicero og Gaius Julius Cæsar havde alle betydelige klientskarer, som de benyttede til at skaffe sig magt og indflydelse og øge deres dignitas. 
Set i relation til klientsystemet er det fx blevet foreslået, at Tiberius Gracchus blev myrdet, fordi hans modstandere frygtede, at han med sin politik ville kunne tilrane sig en så stor klientskare, at der ikke ville blive plads til andre, og at ingen ville kunne modstå ham ved valg og på folkeforsamlingen. Derfor skulle han væk. Og på lignende vis gik det hans endnu mere radikale lillebroder Gaius Gracchus ti år efter. Han nåede dog selv at begå selvmord i Furrinas lund på den højre Tiberbred, mens omkring 3000 af hans tilhængere blev massakreret.[kilde mangler]
Klientsystemet spillede også en betydelig rolle under de voldsomme politiske spændinger og borgerkrige, der til sidst førte til republikkens fald. En feltherre fungerede som patron for soldaterne, det vil sige, at en succesrig feltherre havde et stort politisk og militært potentiale, selv når soldaterne var blevet hjemsendt som veteraner. Magtfulde feltherrer som Marius, Sulla, Cæsar, Pompejus og Octavian (Augustus) sørgede derfor for at få placeret deres veteraner i kolonier på strategisk rigtige steder, så de hurtigt kunne bruge dem i den politiske kamp enten som pressionsmiddel eller direkte, hvis det kom til krigshandlinger.[kilde mangler] Da Cæsar sejrede i borgerkrigen mod Pompejus og dele af det romerske senat, brugte han beneficia som politisk våben; han erklærede, at han ville tilgive sine tidligere modstandere, hvorved de jævnfør do u des-tankegangen kom i et afhængighedsforhold til ham. Derved blev Cæsars ”clementia”, mildhed, i virkeligheden hans frygteligste våben, fordi han bandt tidligere fjender til sig i loyalitet. De, der ville undgå at blive bundet på denne måde, havde kun selvmordet eller landflygtighed som udgang.
I klientsamfundet var utaknemmelighed den værste egenskab, man kunne tillægge et andet menneske. Hvis man undlod at vise den nødvendige gratias, var han ikke længere regnet som en del af samfundet, fordi han havde brudt loyaliteten, hvorfor man ikke kunne regne med ham mere.[kilde mangler]
Som adoptivsøn arvede Octavian udover hele Cæsars formue også hans klienter, som på det tidspunkt omfattede størstedelen af Romerrigets herskende klasse. Da Octavien i 27 f.v.t. af senatet får tilnavnet Augustus, ”den ophøjede”, bliver han i virkeligheden patronen over alle patroner, og hele romerfolket bliver hans klienter. Som modydelse gav han dem freden (pax romana) for deres lydighed og stemmer ved valgene.[kilde mangler]

## Amicitia
Mens der med patron-klient systemet var tale om over-underordningsforhold mellem den rige patron og den økonomisk svagere stillede klient, eksisterede der også i Rom det såkaldte amicitia, der betyder et venskab mellem ligeværdige partnere. Mens altså forholdet mellem patron og klient var vertikalt, var forholdet i disse venskabsforbindelser horisontalt.
Det behøvede ikke at have noget med personlige venskaber at gøre i sig selv, men kunne naturligvis udvikle sig til at blive det. Men der var tale en politisk alliance, der hvilede på do ut des-forholdet som et grundprincip, hvor grupper af mænd gik ind i et ligeværdigt forhold for at støtte hinanden i den politiske kamp. 
Det afgørende i disse politiske venskaber var, at alle parter følte, at de fik noget tilbage, som svarede til det, de havde givet, og at der derved var balance i forholdet. 
Derfor var disse amicitiae altså bånd mellem personer fra samme sociale lag og var særligt rettet mod den del af det politiske liv, som foregik i folkeforsamlingen, hvor man ved hjælp af den klientskare, man tilsammen rådede over, og som man opfordrede til at stemme på en bestemt måde, kunne sikre sig kontrol over det tilstrækkelige antal stemmer til at kunne vinde en sag eller kontrollere et valg og dermed måske sikre sig politiske aftaler, der kunne holde i flere år. 
Der var f.eks. det, der skete, da Cæsar, Pompejus og Crassus indgik det såkaldte triumvirat i 71 f.v.t., der helt skulle komme til at dominere udviklingen i romersk politik i de næste 20 år. Disse politiske venskaber søgte man ofte underbygget gennem ægteskaber, og det var også tilfældet i forbindelse med venskabet mellem Cæsar og Pompejus, da Pompejus ægtede Cæsars datter Julia.

## Moralbegreber
Moralbegreberne i det før-kristne romerske samfund adskilte sig på flere punkter afgørende fra kristendommens. Ligesom hovedparten af antikkens øvrige folkeslag kendte romerne ikke til det syndsbegreb, der kendetegner kristendommen. Det betød, at krig og vold ikke nødvendigvis blev opfattet negativt, ligesom brugen af slaver. Det betød imidlertid ikke, at det romerske samfund var uden moral og normer. Romernes moral var mere en række leveregler, der var stærkt knyttet til traditionen, sædvanen, fædrenes skikke, som under ét betegnes som mos maiorum, og til en række dyder, som blev sat højt, og som unge romere blev opdraget efter som fx mod og tapperhed, respekten for guderne, respekten for forældrene og ikke mindst retfærdighed.
Retfærdighed (justitia) var et nøglebegreb i det romerske samfund; det blev ikke opfattet som et absolut begreb, men som ”at give enhver sit”. Romerriget var et stændersamfund, hvor man ikke fødtes lige. Det var de styrendes opgave at fastholde den normale samfundsorden, så ingens lovlige eller hævdvundne rettigheder blev gået for nær. Når romerske politikere derfor talte om frihed og retfærdighed, var det et protestråb, der lød, når nogen følte, at de skel, som delte mennesker, var blevet overskredet.[kilde mangler]
Værdighed (Dignitas) var et andet centralt begreb for romerne, og for overklassens mænd var det noget helt overordnet og fundamentalt i livet. Cicero anså således livets tre vigtigste værdier i prioriteret rækkefølge for at være dignitas, frihed og selve livet. Dignitas er et samlebegreb for ære, mandighed, menneskelighed, prestige og selvfølelse og relateres både til ens ydre og indre, idet det gik både på ens prestige set med det øvrige samfunds øjne og på ens egen selværdsfølelse og selvrespekt. Dignitas var hele indbegrebet af en romers position i samfundet, hans rigdom og den plads, han har krav på efter sine egne og sin slægts fortjenester. Det var opfattelsen, at en mands dignitas levede videre, når han var død og derved den eneste måde, man kunne overvinde døden på. Fx var det med udgangspunkt i Cæsars totale dignitas, at Octavian kunne opbygge sin magtbase.[kilde mangler]
| Historie | Spire Denne historieartikel er en spire som bør udbygges. Du er velkommen til at hjælpe Wikipedia ved at udvide den. |